# Гавијал
Гавијал (Gavialis gangeticus) је гмизавац из реда Crocodylia и фамилије Gavialidae. Од осталих крокодила се разликује по веома уској вилици.

## Особине
Гавијал спада у највеће врсте из реда крокодила. Не уме да хода, већ само пузи на стомаку. Одрасле јединке дуге су од 4 до 7 метара и теже до 1000 килограма. Могу да живе до 60 година.

## Распрострањеност
Ареал гавијала покрива средњи број држава. Врста има станиште у Непалу и Индији. Изумрла је у Бурми, а могуће је да је изумрла и у Пакистану, Бангладешу и Бутану.

## Станиште
Станишта врсте су речни екосистеми и слатководна подручја. 

## Начин живота
Гавијал прави гнезда на пешчаној обали, где се и сунча током дана.

## Исхрана
Храни се рибама, жабама и инсектима.

## Угроженост
Ова врста је крајње угрожена и у великој опасности од изумирања.